# Philippe Tarral
Philippe Tarral est un dessinateur et coloriste de bandes dessinées né le 28 Août 1962 à Mont-Saint-Martin (Meurthe-et-Moselle).

## Biographie
Il passe un bac en économie en 1980 puis intègre l’école des Beaux Arts à Grenoble, puis la faculté d’histoire de l’art. Il débute professionnellement dans la bande dessinée en commencant à travailler pour le fanzine ‘’Bulles dingues’’.
En 1991, avec Frank Giroud, il publie ‘’Le crépuscule des braves’’ aux éditions Le Lombard. En 1993, il reprend la série ‘’Les héros cavaliers’’ en prenant la suite de Michel Rouge pour le dessin. La série s’achèvera en 1997. De 1996 à 2006, il travaille comme infographiste à la rédaction nationale de France 3.
En 2006, il collabore avec Jacques-René Martin pour le premier tome d’une série intitulée’’Casse Pierres’’. L’histoire traite du compagnonnage au XIXème siècle. L’album est très documenté et fait référence sur l’histoire évoquée.
En 2016, il dessine la série ‘’Le courrier de Casablanca’’ scénarisé par Pascal Davoz. La série contient deux tomes et raconte l’histoire d’une compagnie aéropostale en 1918, acheminant du courrier entre l’Europe et l’Afrique. La série recoit une bonne évaluation sur le site Bédéthèque.
En 2019, il dessine le tome 2 des “compagnons de la libération” scénarisé par Catherine Valenti et sur Pierre Messmer. En 2024, il réalisera un second livre de cette série, le tome 10, cette fois scénarisé par Jean-Yves Le Naour et consacré à la ville de Grenoble. Toujours en 2019, il contribue à l’album collectif ‘’Orléans’’, tome 1 d’une série de deux volumes. En 2022, il dessine les deux premiers tomes de la série ‘’Le journal’’ scénarisée par Patrice Ordas. L’histoire raconte la vie d’un soldat engagé dans les troupes révolutionnaires américaines en Virginie en 1781. Comme le note A.Perroud « Dessinateur au style classique, Philippe Tarral illustre cette tranche de l’histoire américaine avec talent et envie. »,.
Il a un style réaliste et dessine au crayon et à l’encre de Chine et sur du papier. Il vit près d’Orléans et est aussi professeur de dessin à l’ESAD d’Orléans.

## Œuvres

### One shots
- Le crépuscule des braves ,  1991,  Le Lombard
Scénario :  Frank Giroud  - Dessin :  Philippe Tarral - Couleurs :  quadrichromie -  (ISBN 2803609126)
- Casse-Pierres: La XIIIeme Centurie ,  2006,  Glénat
Scénario :  Jacques-René Martin  - Dessin :  Philippe Tarral - Couleurs :  quadrichromie -  (ISBN 2723447200)

### Séries
| Les héros cavaliers (1993-1997) - 3 Les héros cavaliers: Mark de Cornwall , 1993, Glénat Scénario : Patrick Cothias - Dessin et couleurs : Philippe Tarral - (ISBN 2723416003) - 4 Les héros cavaliers: L’esprit de vermine , 1994, Glénat Scénario : Patrick Cothias - Dessin et couleurs : Philippe Tarral - (ISBN 2723417077) - 5 Les héros cavaliers: Blanche fleur , 1996, Glénat Scénario : Patrick Cothias - Dessin et couleurs : Philippe Tarral - (ISBN 2723418928) - 6 Les héros cavaliers: La faim des illusions , 1997, Glénat Scénario : Patrick Cothias - Dessin et couleurs : Philippe Tarral - (ISBN 2723422763) |

| Le courrier de l’aéropostale (2016-2022) - 1. Le courrier de l’Aéropostale : Christina , 2016, Paquet Scénario : Pascal Davoz - Dessin : Philippe Tarral - Couleurs : Véronique Gourdin - (ISBN 9782888905257) - 2. Le courrier de l’Aéropostale : Asmaa , 2018, Paquet Scénario : Pascal Davoz - Dessin : Philippe Tarral - Couleurs : Fabien Alquier - (ISBN 9782888908005) - 3. Le courrier de l’Aéropostale : Intégrale , 2022, Paquet Scénario : Pascal Davoz - Dessin : Philippe Tarral - Couleurs : Fabien Alquier - (ISBN 9782889321940) |

| Les compagnons de la Libération (2019-2024) - 2. Pierre Messmer , 2019, Bamboo édition Scénario : Catherine Valenti - Dessin : Philippe Tarral - Couleurs : Fabien Blanchot - (ISBN 9782818967096) - 10. Grenoble , 2024, Bamboo édition Scénario : Jean-Yves Le Naour - Dessin : Philippe Tarral - Couleurs : Fabien Blanchot - (ISBN 1041103034) |

| Orléans (2019-2022) - 1 Des Carnutes à Jeanne d’Arc: de 53 av JC à 1429, 2019, petit à petit Scénario : Emmanuel Marie - Dessin : Philippe Tarral et d’autres - Couleurs : collectif - (ISBN 9791095670902) |

| Le journal (2022-2023) - 1 Le journal: Les premiers mots d’une nation , 2022, Bamboo édition Scénario : Patrice Ordas - Dessin et couleurs : Philippe Tarral - (ISBN 9782818979501) - 2 Fortyniners , 2022, Bamboo édition Scénario : Patrice Ordas - Dessin et couleurs : Philippe Tarral - (ISBN 9782818996393) |